# Llista de topònims de Sant Joan de les Abadesses
Llista de topònims (noms propis de lloc) del municipi de Sant Joan de les Abadesses, al Ripollès
Informació actualitzada per un bot. Els canvis manuals es perdran quan s'actualitzi!

## cabana
| imatge | Nom               | Ubicat a                   | instància de | Detalls                     | coordenades                                                         | Protecció                   | Commons (més fotos) | Dades a WD                    |
| ------ | ----------------- | -------------------------- | ------------ | --------------------------- | ------------------------------------------------------------------- | --------------------------- | ------------------- | ----------------------------- |
|        | Cortal de Muig    | Sant Joan de les Abadesses | cabana       |                             | 42° 15′ 43″ N, 2° 18′ 15″ E / 42.2618221547649°N,2.30428263118531°E |                             |                     | Modifica les dades a Wikidata |
|        | era d'en Serralta | Sant Joan de les Abadesses | cabana       | Estil: arquitectura popular | 42° 13′ 57″ N, 2° 17′ 03″ E / 42.23237°N,2.28411°E                  | bé cultural d'interès local |                     | Modifica les dades a Wikidata |

## canal
| imatge | Nom                      | Ubicat a                   | instància de | Detalls                     | coordenades                                        | Protecció                   | Commons (més fotos) | Dades a WD                    |
| ------ | ------------------------ | -------------------------- | ------------ | --------------------------- | -------------------------------------------------- | --------------------------- | ------------------- | ----------------------------- |
|        | Canal Espona             | Sant Joan de les Abadesses | canal        | Estil: arquitectura popular |                                                    | bé cultural d'interès local |                     | Modifica les dades a Wikidata |
|        | Canal de Cal Gat         | Sant Joan de les Abadesses | canal        | Estil: arquitectura popular |                                                    | bé cultural d'interès local |                     | Modifica les dades a Wikidata |
|        | Canal de Can Benet       | Sant Joan de les Abadesses | canal        | Estil: arquitectura popular |                                                    | bé cultural d'interès local |                     | Modifica les dades a Wikidata |
|        | Resclosa i canal Llaudet | Sant Joan de les Abadesses | canal        | Estil: arquitectura popular | 42° 14′ 46″ N, 2° 18′ 49″ E / 42.24616°N,2.31362°E | bé cultural d'interès local |                     | Modifica les dades a Wikidata |
|        | canal de Ribamala        | Sant Joan de les Abadesses | canal        | Estil: arquitectura popular | 42° 13′ 18″ N, 2° 14′ 30″ E / 42.22162°N,2.24177°E | bé cultural d'interès local |                     | Modifica les dades a Wikidata |
|        | canal de la Central      | Sant Joan de les Abadesses | canal        | Estil: arquitectura popular | 42° 13′ 57″ N, 2° 16′ 54″ E / 42.23262°N,2.28157°E | bé cultural d'interès local |                     | Modifica les dades a Wikidata |

## carrer
| imatge | Nom                      | Ubicat a                   | instància de | Detalls                     | coordenades                                          | Protecció                   | Commons (més fotos)                                   | Dades a WD                    |
| ------ | ------------------------ | -------------------------- | ------------ | --------------------------- | ---------------------------------------------------- | --------------------------- | ----------------------------------------------------- | ----------------------------- |
|        | passeig de la Puda       | Sant Joan de les Abadesses | carrer       | Estil: arquitectura popular | 42° 14′ 02″ N, 2° 16′ 48″ E / 42.233975°N,2.279882°E | bé cultural d'interès local |                                                       | Modifica les dades a Wikidata |
|        | passeig del Comte Guifré | Sant Joan de les Abadesses | carrer       | Estil: arquitectura popular | 42° 13′ 59″ N, 2° 17′ 09″ E / 42.233121°N,2.285888°E | bé cultural d'interès local | Passeig del Comte Guifré (Sant Joan de les Abadesses) | Modifica les dades a Wikidata |

## casa
| imatge | Nom                              | Ubicat a                   | instància de | Detalls                                                   | coordenades                                                                             | Protecció                                  | Commons (més fotos)                           | Dades a WD                    |
| ------ | -------------------------------- | -------------------------- | ------------ | --------------------------------------------------------- | --------------------------------------------------------------------------------------- | ------------------------------------------ | --------------------------------------------- | ----------------------------- |
|        | Ca l'Almoiner                    | Sant Joan de les Abadesses | casa         | Estil: arquitectura popular                               | 42° 13′ 57″ N, 2° 17′ 11″ E / 42.232364°N,2.286496°E                                    | bé integrant del patrimoni cultural català |                                               | Modifica les dades a Wikidata |
|        | Can Blanxart                     | Sant Joan de les Abadesses | casa         |                                                           | 42° 13′ 58″ N, 2° 17′ 06″ E / 42.23284°N,2.284964°E                                     | bé cultural d'interès local                | Can Blanxart (Sant Joan de les Abadesses)     | Modifica les dades a Wikidata |
|        | Can Capell                       | Sant Joan de les Abadesses | casa         | Estil: arquitectura popular                               | 42° 14′ 01″ N, 2° 17′ 02″ E / 42.23352°N,2.28375°E                                      | bé cultural d'interès local                |                                               | Modifica les dades a Wikidata |
|        | Can Vilaseca                     | Sant Joan de les Abadesses | casa         | Estil: arquitectura popular                               | 42° 14′ 00″ N, 2° 17′ 07″ E / 42.2332°N,2.2852°E                                        | bé integrant del patrimoni cultural català |                                               | Modifica les dades a Wikidata |
|        | Can Vilella I                    | Sant Joan de les Abadesses | casa         | Estil: arquitectura popular                               | 42° 13′ 58″ N, 2° 17′ 05″ E / 42.2327°N,2.28474°E                                       | bé cultural d'interès local                |                                               | Modifica les dades a Wikidata |
|        | Casa Franc II                    | Sant Joan de les Abadesses | casa         | Estil: racionalisme arquitectònic                         | 42° 14′ 01″ N, 2° 17′ 14″ E / 42.23362°N,2.287245°E                                     | bé cultural d'interès local                |                                               | Modifica les dades a Wikidata |
|        | Casa Maragall                    | Sant Joan de les Abadesses | casa         | Estil: arquitectura popular                               | 42° 13′ 59″ N, 2° 17′ 07″ E / 42.23318°N,2.28521°E                                      | bé cultural d'interès local                |                                               | Modifica les dades a Wikidata |
|        | Casa Rita Conill                 | Sant Joan de les Abadesses | casa         | Estil: modernisme català arquitectura modernista          | 42° 14′ 06″ N, 2° 17′ 27″ E / 42.235051°N,2.290705°E                                    | bé cultural d'interès local                | Casa Rita Conill (Sant Joan de les Abadesses) | Modifica les dades a Wikidata |
|        | Casa Tarré                       | Sant Joan de les Abadesses | casa         | Estil: arquitectura modernista historicisme arquitectònic | 42° 14′ 05″ N, 2° 17′ 16″ E / 42.234722222222°N,2.2877777777778°E ca:Carrer Ramon d'Urg | bé cultural d'interès local                |                                               | Modifica les dades a Wikidata |
|        | Casa del Doctor Franch           | Sant Joan de les Abadesses | casa         | Estil: arquitectura popular                               | 42° 14′ 06″ N, 2° 17′ 19″ E / 42.23504°N,2.28851°E                                      | bé cultural d'interès local                |                                               | Modifica les dades a Wikidata |
|        | Casa dels Asprer                 | Sant Joan de les Abadesses | casa         | Estil: arquitectura popular                               | 42° 14′ 00″ N, 2° 17′ 06″ E / 42.233435°N,2.284899°E                                    | bé integrant del patrimoni cultural català |                                               | Modifica les dades a Wikidata |
|        | Casa la Senyora Isern            | Sant Joan de les Abadesses | casa         | Estil: arquitectura modernista                            | 42° 14′ 00″ N, 2° 17′ 10″ E / 42.23327°N,2.286034°E ca:Rambla del Comte Guifré          | bé cultural d'interès local                |                                               | Modifica les dades a Wikidata |
|        | Llinda i porta de Can Cargol     | Sant Joan de les Abadesses | casa         |                                                           | 42° 14′ 00″ N, 2° 17′ 02″ E / 42.233366°N,2.283991°E                                    | bé integrant del patrimoni cultural català |                                               | Modifica les dades a Wikidata |
|        | Rectoria Nova                    | Sant Joan de les Abadesses | casa         | Estil: arquitectura popular                               | 42° 13′ 59″ N, 2° 17′ 09″ E / 42.233°N,2.2858°E                                         | bé cultural d'interès local                | Rectoria Nova (Sant Joan de les Abadesses)    | Modifica les dades a Wikidata |
|        | Torre Bassaganya                 | Sant Joan de les Abadesses | casa         | Estil: modernisme català                                  |                                                                                         | bé cultural d'interès local                |                                               | Modifica les dades a Wikidata |
|        | Torre de Dalt                    | Sant Joan de les Abadesses | casa         |                                                           | 42° 14′ 19″ N, 2° 18′ 05″ E / 42.2386040410926°N,2.30130169610043°E                     |                                            |                                               | Modifica les dades a Wikidata |
|        | Torre de la Puda                 | Sant Joan de les Abadesses | casa         |                                                           | 42° 14′ 03″ N, 2° 16′ 49″ E / 42.2342945213819°N,2.28017700505712°E                     |                                            |                                               | Modifica les dades a Wikidata |
|        | casa a la carretera de Comprodon | Sant Joan de les Abadesses | casa         | Estil: arquitectura popular                               | 42° 14′ 06″ N, 2° 17′ 25″ E / 42.23493°N,2.29022°E                                      | bé cultural d'interès local                |                                               | Modifica les dades a Wikidata |
|        | el Pagés                         | Sant Joan de les Abadesses | casa         |                                                           | 42° 14′ 34″ N, 2° 18′ 28″ E / 42.242752°N,2.307839°E                                    | bé integrant del patrimoni cultural català |                                               | Modifica les dades a Wikidata |

## collada
| imatge | Nom               | Ubicat a                                                   | instància de | Detalls | coordenades                                                                      | Protecció | Commons (més fotos) | Dades a WD                    |
| ------ | ----------------- | ---------------------------------------------------------- | ------------ | ------- | -------------------------------------------------------------------------------- | --------- | ------------------- | ----------------------------- |
|        | Coll d'Art        | Ogassa Sant Joan de les Abadesses                          | collada      |         | 42° 15′ 26″ N, 2° 16′ 31″ E / 42.257248°N,2.275321°E 1041 msnm                   |           |                     | Modifica les dades a Wikidata |
|        | Coll de Santigosa | Sant Joan de les Abadesses Riudaura Vallfogona de Ripollès | collada      |         | 42° 12′ 40″ N, 2° 19′ 56″ E / 42.21100555555556°N,2.3322555555555553°E 1058 msnm |           | Coll de Santigosa   | Modifica les dades a Wikidata |

## colònia tèxtil
| imatge | Nom             | Ubicat a                                      | instància de   | Detalls                     | coordenades                                          | Protecció                   | Commons (més fotos)                         | Dades a WD                    |
| ------ | --------------- | --------------------------------------------- | -------------- | --------------------------- | ---------------------------------------------------- | --------------------------- | ------------------------------------------- | ----------------------------- |
|        | Colònia Espona  | Sant Joan de les Abadesses                    | colònia tèxtil |                             | 42° 14′ 05″ N, 2° 17′ 20″ E / 42.234702°N,2.288857°E |                             | Colònia Espona (Sant Joan de les Abadesses) | Modifica les dades a Wikidata |
|        | Colònia Llaudet | Sant Joan de les Abadesses la Colònia Llaudet | colònia tèxtil | Estil: arquitectura popular | 42° 14′ 32″ N, 2° 18′ 21″ E / 42.2422°N,2.30583°E    | bé cultural d'interès local | Colònia Llaudet                             | Modifica les dades a Wikidata |

## edifici
| imatge | Nom                                     | Ubicat a                   | instància de                | Detalls                           | coordenades                                                                | Protecció                                            | Commons (més fotos)                                            | Dades a WD                    |
| ------ | --------------------------------------- | -------------------------- | --------------------------- | --------------------------------- | -------------------------------------------------------------------------- | ---------------------------------------------------- | -------------------------------------------------------------- | ----------------------------- |
|        | Caseta de la Renfe                      | Sant Joan de les Abadesses | edifici                     | Estil: arquitectura popular       | 42° 14′ 03″ N, 2° 16′ 40″ E / 42.234116°N,2.277905°E                       | bé integrant del patrimoni cultural català           |                                                                | Modifica les dades a Wikidata |
|        | Central de Cal Gat                      | Sant Joan de les Abadesses | edifici                     | Estil: arquitectura popular       | 42° 13′ 25″ N, 2° 15′ 27″ E / 42.22374°N,2.25744°E                         | bé cultural d'interès local                          |                                                                | Modifica les dades a Wikidata |
|        | Central de Can Benet                    | Sant Joan de les Abadesses | edifici                     | Estil: arquitectura popular       | 42° 14′ 50″ N, 2° 19′ 10″ E / 42.24729°N,2.31948°E                         | bé cultural d'interès local                          |                                                                | Modifica les dades a Wikidata |
|        | Central de Ribamala                     | Sant Joan de les Abadesses | edifici                     | Estil: arquitectura popular       | 42° 13′ 18″ N, 2° 14′ 21″ E / 42.22156°N,2.23922°E                         | bé cultural d'interès local                          |                                                                | Modifica les dades a Wikidata |
|        | Centre Catòlic                          | Sant Joan de les Abadesses | edifici                     | Estil: arquitectura eclèctica     | 42° 13′ 59″ N, 2° 17′ 09″ E / 42.233093°N,2.2857°E                         | bé cultural d'interès local                          | Edifici del Centre Catòlic (Sant Joan de les Abadesses)        | Modifica les dades a Wikidata |
|        | Colomar (Sant Joan de les Abadesses)    | Sant Joan de les Abadesses | edifici                     | Estil: arquitectura popular       | 42° 12′ 52″ N, 2° 17′ 53″ E / 42.2144°N,2.29802°E                          | bé integrant del patrimoni cultural català           |                                                                | Modifica les dades a Wikidata |
|        | Colònia Espona I                        | Sant Joan de les Abadesses | edifici                     | Estil: arquitectura popular       | 42° 14′ 06″ N, 2° 17′ 13″ E / 42.23513°N,2.28703°E                         | bé cultural d'interès local                          |                                                                | Modifica les dades a Wikidata |
|        | Colònia Espona III                      | Sant Joan de les Abadesses | edifici                     | Estil: racionalisme arquitectònic | 42° 14′ 06″ N, 2° 17′ 19″ E / 42.23511°N,2.28866°E                         | bé cultural d'interès local                          |                                                                | Modifica les dades a Wikidata |
|        | Escola Abadessa Emma                    | Sant Joan de les Abadesses | edifici                     | Estil: noucentisme                | 42° 13′ 56″ N, 2° 17′ 12″ E / 42.232252°N,2.286685°E                       | bé cultural d'interès local                          | Escola de les Germanes Carmelites (Sant Joan de les Abadesses) | Modifica les dades a Wikidata |
|        | Escola Mestre Andreu                    | Sant Joan de les Abadesses | edifici                     | Estil: noucentisme                | 42° 14′ 00″ N, 2° 17′ 14″ E / 42.233386°N,2.28729°E                        | bé cultural d'interès local                          | Escola Mestre Andreu (Sant Joan de les Abadesses)              | Modifica les dades a Wikidata |
|        | Escorxador                              | Sant Joan de les Abadesses | edifici                     |                                   | 42° 14′ 11″ N, 2° 17′ 19″ E / 42.236331°N,2.288627°E                       | bé cultural d'interès local                          |                                                                | Modifica les dades a Wikidata |
|        | Estació de Toralles                     | Sant Joan de les Abadesses | edifici                     | Estil: arquitectura eclèctica     | 42° 15′ 03″ N, 2° 17′ 22″ E / 42.250935°N,2.289505°E                       | bé cultural d'interès local                          |                                                                | Modifica les dades a Wikidata |
|        | Façanes de la plaça d'Anselm Clavé      | Sant Joan de les Abadesses | edifici                     |                                   | 42° 14′ 04″ N, 2° 17′ 11″ E / 42.23437°N,2.28639°E                         | bé cultural d'interès local                          |                                                                | Modifica les dades a Wikidata |
|        | Façanes del riu Ter                     | Sant Joan de les Abadesses | edifici                     |                                   | 42° 14′ 01″ N, 2° 17′ 02″ E / 42.2337°N,2.2838°E                           | bé cultural d'interès local                          |                                                                | Modifica les dades a Wikidata |
|        | Fàbrica Espona                          | Sant Joan de les Abadesses | edifici                     | Estil: arquitectura eclèctica     | 42° 14′ 08″ N, 2° 17′ 11″ E / 42.235452777778°N,2.2862805555556°E 758 msnm | bé cultural d'interès local                          |                                                                | Modifica les dades a Wikidata |
|        | Fàbrica Nova Espona                     | Sant Joan de les Abadesses | edifici                     | Estil: arquitectura popular       | 42° 14′ 08″ N, 2° 17′ 09″ E / 42.235555555556°N,2.2858305555556°E 758 msnm | bé integrant del patrimoni cultural català           | La Colònia Espona (Habitatges)                                 | Modifica les dades a Wikidata |
|        | Grup d'habitatges de la Colònia Llaudet | Sant Joan de les Abadesses | edifici edifici residencial |                                   | 42° 14′ 34″ N, 2° 18′ 28″ E / 42.242723°N,2.307728°E                       | bé cultural d'interès local                          |                                                                | Modifica les dades a Wikidata |
|        | Magatzem Tarré                          | Sant Joan de les Abadesses | edifici                     |                                   | 42° 14′ 02″ N, 2° 17′ 19″ E / 42.234003°N,2.288647°E                       | bé cultural d'interès local                          | Magatzem Tarré (Sant Joan de les Abadesses)                    | Modifica les dades a Wikidata |
|        | Mausoleu dels Afusellats                | Sant Joan de les Abadesses | edifici                     | Estil: arquitectura eclèctica     | 42° 14′ 16″ N, 2° 17′ 26″ E / 42.2377°N,2.29042°E                          | bé integrant del patrimoni cultural català           | Mausoleu dels Afusellats (Sant Joan de les Abadesses)          | Modifica les dades a Wikidata |
|        | Museu del Monestir                      | Sant Joan de les Abadesses | edifici                     |                                   | 42° 13′ 57″ N, 2° 17′ 09″ E / 42.23249°N,2.28591°E                         | bé cultural d'interès local                          |                                                                | Modifica les dades a Wikidata |
|        | Palau Abacial                           | Sant Joan de les Abadesses | edifici                     | Estil: arquitectura gòtica        | 42° 13′ 57″ N, 2° 17′ 08″ E / 42.232419°N,2.28565°E                        | bé cultural d'interès nacional                       | Palau Abacial (Sant Joan de les Abadesses)                     | Modifica les dades a Wikidata |
|        | Rentadors de la Font d'en Roca          | Sant Joan de les Abadesses | edifici                     | Estil: arquitectura popular       | 42° 13′ 58″ N, 2° 17′ 01″ E / 42.23267253608647°N,2.283527408850108°E      | bé cultural d'interès local                          |                                                                | Modifica les dades a Wikidata |
|        | Sant Antoni de Pàdua                    | Sant Joan de les Abadesses | edifici                     | Estil: arquitectura popular       | 42° 13′ 41″ N, 2° 17′ 44″ E / 42.228°N,2.29549°E                           | bé d'interès cultural bé cultural d'interès nacional | Torre de Sant Antoni                                           | Modifica les dades a Wikidata |
|        | Torre de les mines de Toralles          | Sant Joan de les Abadesses | edifici                     | Estil: arquitectura popular       |                                                                            | bé cultural d'interès local                          |                                                                | Modifica les dades a Wikidata |
|        | edifici de la Caixa de Pensions         | Sant Joan de les Abadesses | edifici                     |                                   | 42° 13′ 59″ N, 2° 17′ 12″ E / 42.233°N,2.2866°E                            | bé cultural d'interès local                          | Edifici de la Caixa (Sant Joan de les Abadesses)               | Modifica les dades a Wikidata |
|        | edifici de la Cooperativa               | Sant Joan de les Abadesses | edifici                     | Estil: noucentisme                | 42° 13′ 59″ N, 2° 17′ 04″ E / 42.233144°N,2.284494°E                       | bé integrant del patrimoni cultural català           |                                                                | Modifica les dades a Wikidata |
|        | el Palmàs                               | Sant Joan de les Abadesses | edifici                     | Estil: arquitectura popular       | 42° 13′ 56″ N, 2° 17′ 05″ E / 42.23227°N,2.28472°E                         | bé cultural d'interès local                          | El Palmàs (Sant Joan de les Abadesses)                         | Modifica les dades a Wikidata |
|        | fàbrica de Ciment de Can Mas            | Sant Joan de les Abadesses | edifici                     |                                   | 42° 14′ 22″ N, 2° 17′ 11″ E / 42.2395°N,2.28628°E                          | bé integrant del patrimoni cultural català           |                                                                | Modifica les dades a Wikidata |
|        | la Colònia Espona                       | Sant Joan de les Abadesses | edifici                     | Estil: arquitectura popular       | 42° 14′ 05″ N, 2° 17′ 20″ E / 42.234702777778°N,2.2888555555556°E 777 msnm | bé cultural d'interès local                          | La Colònia Espona (Habitatges)                                 | Modifica les dades a Wikidata |
|        | la Guixera                              | Sant Joan de les Abadesses | edifici                     | Estil: arquitectura popular       |                                                                            | bé cultural d'interès local                          |                                                                | Modifica les dades a Wikidata |

## entitat singular de població
| imatge | Nom                        | Ubicat a                   | instància de                                                                   | Detalls  | coordenades                                                                  | Protecció | Commons (més fotos) | Dades a WD                    |
| ------ | -------------------------- | -------------------------- | ------------------------------------------------------------------------------ | -------- | ---------------------------------------------------------------------------- | --------- | ------------------- | ----------------------------- |
|        | Baga Amunt                 | Sant Joan de les Abadesses | entitat singular de població                                                   | 32 hab   | 42° 14′ 19″ N, 2° 18′ 29″ E / 42.238583780141°N,2.3080317286973°E 807 msnm   |           |                     | Modifica les dades a Wikidata |
|        | Baga Avall                 | Sant Joan de les Abadesses | entitat singular de població                                                   | 38 hab   | 42° 13′ 10″ N, 2° 15′ 57″ E / 42.219346°N,2.265882°E 812 msnm                |           |                     | Modifica les dades a Wikidata |
|        | Can Martí Toralles         | Sant Joan de les Abadesses | entitat singular de població                                                   | 4 hab    | 42° 15′ 20″ N, 2° 17′ 27″ E / 42.255590616694°N,2.2908734093791°E 893 msnm   |           |                     | Modifica les dades a Wikidata |
|        | Comafreda                  | Sant Joan de les Abadesses | entitat singular de població                                                   | 83 hab   | 42° 13′ 33″ N, 2° 19′ 22″ E / 42.22578676°N,2.32266967°E 962 msnm            |           |                     | Modifica les dades a Wikidata |
|        | Sant Joan de les Abadesses | Sant Joan de les Abadesses | entitat singular de població ens local històric de Catalunya capital municipal | 3105 hab | 42° 14′ 00″ N, 2° 17′ 07″ E / 42.23332°N,2.28524°E 772 msnm                  |           |                     | Modifica les dades a Wikidata |
|        | Solei Amunt                | Sant Joan de les Abadesses | entitat singular de població                                                   | 46 hab   | 42° 16′ 01″ N, 2° 20′ 08″ E / 42.2668896064199°N,2.33566818308171°E 840 msnm |           |                     | Modifica les dades a Wikidata |
|        | Solei Avall                | Sant Joan de les Abadesses | entitat singular de població                                                   | 51 hab   | 42° 14′ 12″ N, 2° 15′ 28″ E / 42.2367357529224°N,2.25765518360544°E 813 msnm |           |                     | Modifica les dades a Wikidata |
|        | la Colònia Jordana         | Sant Joan de les Abadesses | entitat singular de població                                                   | 0 hab    | 42° 13′ 32″ N, 2° 15′ 36″ E / 42.22565243°N,2.26005834°E 741 msnm            |           |                     | Modifica les dades a Wikidata |
|        | la Colònia Llaudet         | Sant Joan de les Abadesses | entitat singular de població                                                   | 14 hab   | 42° 14′ 32″ N, 2° 18′ 22″ E / 42.24233105°N,2.3060446°E 791 msnm             |           |                     | Modifica les dades a Wikidata |

## església
| imatge | Nom                                    | Ubicat a                   | instància de      | Detalls                                                        | coordenades                                                                    | Protecció                                            | Commons (més fotos)                                | Dades a WD                    |
| ------ | -------------------------------------- | -------------------------- | ----------------- | -------------------------------------------------------------- | ------------------------------------------------------------------------------ | ---------------------------------------------------- | -------------------------------------------------- | ----------------------------- |
|        | Capella dels Dolors                    | Sant Joan de les Abadesses | església          |                                                                |                                                                                | bé cultural d'interès local                          |                                                    | Modifica les dades a Wikidata |
|        | Mare de Déu del Prat                   | Sant Joan de les Abadesses | església          | 15th century                                                   | 42° 14′ 14″ N, 2° 17′ 21″ E / 42.2372°N,2.2893°E 777 msnm                      | bé cultural d'interès local                          | Mare de Déu del Prat                               | Modifica les dades a Wikidata |
|        | Sant Jaume de la Colònia Llaudet       | Sant Joan de les Abadesses | església          |                                                                | 42° 14′ 35″ N, 2° 18′ 29″ E / 42.2429237350695°N,2.30818716010002°E            |                                                      |                                                    | Modifica les dades a Wikidata |
|        | Sant Miquel de la Infermeria           | Sant Joan de les Abadesses | església          | Estil: arquitectura romànica                                   | 42° 13′ 57″ N, 2° 17′ 07″ E / 42.2326°N,2.28534°E                              | bé cultural d'interès local                          | Sant Miquel de la Infermeria                       | Modifica les dades a Wikidata |
|        | Sant Pol de Sant Joan de les Abadesses | Sant Joan de les Abadesses | església          |                                                                | 42° 14′ 02″ N, 2° 17′ 09″ E / 42.2339°N,2.28585°E                              | bé d'interès cultural bé cultural d'interès nacional | Sant Pol de Sant Joan de les Abadesses             | Modifica les dades a Wikidata |
|        | Santa Llúcia de Puigmal                | Sant Joan de les Abadesses | església          | Estil: arquitectura romànica                                   | 42° 12′ 59″ N, 2° 21′ 26″ E / 42.21644444444444°N,2.357166666666666°E 847 msnm | bé cultural d'interès local                          | Santa Llúcia de Puigmal                            | Modifica les dades a Wikidata |
|        | Santa Magdalena de Perella             | Sant Joan de les Abadesses | església          | Estil: arquitectura romànica arquitectura barroca 12nd century | 42° 15′ 22″ N, 2° 20′ 01″ E / 42.25609°N,2.333698°E 928 msnm                   | bé cultural d'interès local                          | Santa Magdalena de Perella                         | Modifica les dades a Wikidata |
|        | capella de Montserrat                  | Sant Joan de les Abadesses | església          | Estil: arquitectura popular                                    | 42° 13′ 56″ N, 2° 17′ 06″ E / 42.23235°N,2.28491°E                             | bé cultural d'interès local                          | Capella de Montserrat (Sant Joan de les Abadesses) | Modifica les dades a Wikidata |
|        | capella de Sant Isidre                 | Sant Joan de les Abadesses | església          | Estil: arquitectura barroca arquitectura popular               | 42° 14′ 09″ N, 2° 16′ 07″ E / 42.235786°N,2.268627°E                           | bé cultural d'interès local                          |                                                    | Modifica les dades a Wikidata |
|        | monestir de Sant Joan de les Abadesses | Sant Joan de les Abadesses | església monestir | Estil: art romànic a Catalunya 9th century                     | 42° 13′ 58″ N, 2° 17′ 11″ E / 42.23265°N,2.286336°E 773 msnm                   | bé d'interès cultural bé cultural d'interès nacional | Monestir de Sant Joan de les Abadesses             | Modifica les dades a Wikidata |

## font
| imatge | Nom                  | Ubicat a                   | instància de | Detalls                     | coordenades                                                         | Protecció                   | Commons (més fotos) | Dades a WD                    |
| ------ | -------------------- | -------------------------- | ------------ | --------------------------- | ------------------------------------------------------------------- | --------------------------- | ------------------- | ----------------------------- |
|        | Font del Cucut       | Sant Joan de les Abadesses | font         | Estil: arquitectura popular |                                                                     | bé cultural d'interès local |                     | Modifica les dades a Wikidata |
|        | Fontdemany           | Sant Joan de les Abadesses | font         |                             | 42° 15′ 40″ N, 2° 18′ 36″ E / 42.2610014115727°N,2.31005070173788°E |                             |                     | Modifica les dades a Wikidata |
|        | Fonts urbanes        | Sant Joan de les Abadesses | font         | Estil: arquitectura popular |                                                                     | bé cultural d'interès local |                     | Modifica les dades a Wikidata |
|        | font d'en Roca       | Sant Joan de les Abadesses | font         | Estil: arquitectura popular | 42° 13′ 58″ N, 2° 17′ 00″ E / 42.232648°N,2.283446°E                | bé cultural d'interès local |                     | Modifica les dades a Wikidata |
|        | font del Covilar     | Sant Joan de les Abadesses | font         | Estil: arquitectura popular | 42° 14′ 11″ N, 2° 17′ 52″ E / 42.2365°N,2.2978°E                    | bé cultural d'interès local |                     | Modifica les dades a Wikidata |
|        | font del Poll        | Sant Joan de les Abadesses | font         | Estil: arquitectura popular | 42° 13′ 48″ N, 2° 16′ 49″ E / 42.23°N,2.2803°E                      | bé cultural d'interès local |                     | Modifica les dades a Wikidata |
|        | font dels Estudiants | Sant Joan de les Abadesses | font         | Estil: arquitectura popular | 42° 14′ 05″ N, 2° 17′ 26″ E / 42.23478°N,2.29062°E                  | bé cultural d'interès local |                     | Modifica les dades a Wikidata |
|        | font dels Vermells   | Sant Joan de les Abadesses | font         | Estil: arquitectura popular | 42° 13′ 34″ N, 2° 17′ 24″ E / 42.22616°N,2.29006°E                  | bé cultural d'interès local |                     | Modifica les dades a Wikidata |
|        | les Cinc Fonts       | Sant Joan de les Abadesses | font         | Estil: arquitectura popular | 42° 14′ 07″ N, 2° 17′ 03″ E / 42.23538°N,2.28424°E                  | bé cultural d'interès local |                     | Modifica les dades a Wikidata |

## fornícula
| imatge | Nom                                   | Ubicat a                   | instància de | Detalls                     | coordenades                                                                  | Protecció                                  | Commons (més fotos)                                        | Dades a WD                    |
| ------ | ------------------------------------- | -------------------------- | ------------ | --------------------------- | ---------------------------------------------------------------------------- | ------------------------------------------ | ---------------------------------------------------------- | ----------------------------- |
|        | Capelleta de la Mare de Déu del Roser | Sant Joan de les Abadesses | fornícula    | Estil: arquitectura popular | 42° 14′ 01″ N, 2° 17′ 08″ E / 42.233537°N,2.285467°E ca:C. de l'Abat Miró, 1 | bé integrant del patrimoni cultural català |                                                            | Modifica les dades a Wikidata |
|        | Retaules i fornícules urbanes         | Sant Joan de les Abadesses | fornícula    | Estil: arquitectura popular |                                                                              | bé cultural d'interès local                | Retaules i fornícules urbanes (Sant Joan de les Abadesses) | Modifica les dades a Wikidata |

## masia
| imatge | Nom                     | Ubicat a                   | instància de              | Detalls                                  | coordenades                                                                          | Protecció                                            | Commons (més fotos)                           | Dades a WD                    |
| ------ | ----------------------- | -------------------------- | ------------------------- | ---------------------------------------- | ------------------------------------------------------------------------------------ | ---------------------------------------------------- | --------------------------------------------- | ----------------------------- |
|        | Babí                    | Sant Joan de les Abadesses | masia                     |                                          | 42° 16′ 06″ N, 2° 20′ 04″ E / 42.268459932675°N,2.3343814336926°E                    |                                                      |                                               | Modifica les dades a Wikidata |
|        | Ca l'Esquirolet         | Sant Joan de les Abadesses | masia                     |                                          | 42° 12′ 28″ N, 2° 16′ 37″ E / 42.207770609532°N,2.2768717154139°E                    |                                                      |                                               | Modifica les dades a Wikidata |
|        | Ca l'Àngel              | Sant Joan de les Abadesses | masia                     |                                          | 42° 13′ 43″ N, 2° 14′ 10″ E / 42.22862°N,2.236138°E                                  |                                                      |                                               | Modifica les dades a Wikidata |
|        | Ca n'Isidro             | Sant Joan de les Abadesses | masia                     |                                          | 42° 14′ 59″ N, 2° 20′ 36″ E / 42.249741223406°N,2.34338814536208°E                   |                                                      |                                               | Modifica les dades a Wikidata |
|        | Cal Cabrer              | Sant Joan de les Abadesses | masia                     |                                          | 42° 15′ 37″ N, 2° 19′ 31″ E / 42.260210095166°N,2.32539639311893°E                   |                                                      |                                               | Modifica les dades a Wikidata |
|        | Cal Caire               | Sant Joan de les Abadesses | masia                     |                                          | 42° 13′ 18″ N, 2° 18′ 19″ E / 42.2215336441912°N,2.30516131409749°E                  |                                                      |                                               | Modifica les dades a Wikidata |
|        | Cal Capità              | Sant Joan de les Abadesses | masia                     |                                          | 42° 14′ 31″ N, 2° 15′ 36″ E / 42.2419387607721°N,2.26004256373947°E                  |                                                      |                                               | Modifica les dades a Wikidata |
|        | Cal Cul                 | Sant Joan de les Abadesses | masia                     |                                          | 42° 12′ 36″ N, 2° 16′ 06″ E / 42.2101186604261°N,2.26830066216373°E                  |                                                      |                                               | Modifica les dades a Wikidata |
|        | Cal Frare               | Sant Joan de les Abadesses | masia                     |                                          | 42° 14′ 54″ N, 2° 20′ 06″ E / 42.2481980953271°N,2.33504006208659°E                  |                                                      |                                               | Modifica les dades a Wikidata |
|        | Cal Gall                | Sant Joan de les Abadesses | masia                     |                                          | 42° 14′ 16″ N, 2° 19′ 19″ E / 42.2378450699663°N,2.32190174028105°E                  |                                                      |                                               | Modifica les dades a Wikidata |
|        | Cal Gat                 | Sant Joan de les Abadesses | masia                     |                                          | 42° 13′ 30″ N, 2° 15′ 39″ E / 42.2249850641122°N,2.26082221850889°E                  |                                                      |                                               | Modifica les dades a Wikidata |
|        | Cal Manyo               | Sant Joan de les Abadesses | masia                     |                                          | 42° 13′ 51″ N, 2° 17′ 52″ E / 42.230728934658°N,2.29775300432602°E                   |                                                      |                                               | Modifica les dades a Wikidata |
|        | Cal Niceto              | Sant Joan de les Abadesses | masia                     |                                          | 42° 15′ 06″ N, 2° 17′ 23″ E / 42.2517360456879°N,2.28972522511647°E                  |                                                      |                                               | Modifica les dades a Wikidata |
|        | Cal Rei                 | Sant Joan de les Abadesses | masia                     |                                          | 42° 13′ 49″ N, 2° 17′ 19″ E / 42.2302489917228°N,2.28856044448087°E                  |                                                      |                                               | Modifica les dades a Wikidata |
|        | Cal Reputxó             | Sant Joan de les Abadesses | masia                     |                                          | 42° 15′ 14″ N, 2° 20′ 28″ E / 42.2539070660265°N,2.34111430958282°E 831 msnm         |                                                      |                                               | Modifica les dades a Wikidata |
|        | Cal Toni                | Sant Joan de les Abadesses | masia                     |                                          | 42° 13′ 46″ N, 2° 14′ 03″ E / 42.2294303307238°N,2.2341586775976°E                   |                                                      |                                               | Modifica les dades a Wikidata |
|        | Can Baixora             | Sant Joan de les Abadesses | masia                     |                                          | 42° 13′ 47″ N, 2° 16′ 31″ E / 42.2298056997515°N,2.27529584988318°E                  |                                                      |                                               | Modifica les dades a Wikidata |
|        | Can Barraca             | Sant Joan de les Abadesses | masia                     |                                          | 42° 12′ 46″ N, 2° 16′ 13″ E / 42.2128241451046°N,2.27028053747686°E                  |                                                      |                                               | Modifica les dades a Wikidata |
|        | Can Barrera             | Sant Joan de les Abadesses | masia                     |                                          | 42° 14′ 56″ N, 2° 20′ 34″ E / 42.2488547090735°N,2.34270638618416°E                  |                                                      |                                               | Modifica les dades a Wikidata |
|        | Can Batlle              | Sant Joan de les Abadesses | masia                     |                                          | 42° 15′ 42″ N, 2° 19′ 00″ E / 42.261564090125°N,2.31678574438945°E                   |                                                      |                                               | Modifica les dades a Wikidata |
|        | Can Boixaral            | Sant Joan de les Abadesses | masia                     |                                          | 42° 13′ 39″ N, 2° 17′ 59″ E / 42.2274442832636°N,2.29965556615186°E                  |                                                      |                                               | Modifica les dades a Wikidata |
|        | Can Boixerol            | Sant Joan de les Abadesses | masia                     |                                          | 42° 14′ 03″ N, 2° 14′ 13″ E / 42.2342046167701°N,2.23700955495803°E                  |                                                      |                                               | Modifica les dades a Wikidata |
|        | Can Bosquets            | Sant Joan de les Abadesses | masia                     |                                          | 42° 13′ 01″ N, 2° 18′ 49″ E / 42.2168918081201°N,2.31353580577611°E                  |                                                      |                                               | Modifica les dades a Wikidata |
|        | Can Bosses              | Sant Joan de les Abadesses | masia                     |                                          | 42° 15′ 17″ N, 2° 19′ 29″ E / 42.2547568338458°N,2.3246301435161°E                   |                                                      |                                               | Modifica les dades a Wikidata |
|        | Can Catau               | Sant Joan de les Abadesses | masia                     |                                          | 42° 13′ 00″ N, 2° 20′ 31″ E / 42.2166342783803°N,2.34181692801024°E                  |                                                      |                                               | Modifica les dades a Wikidata |
|        | Can Catà                | Sant Joan de les Abadesses | masia                     |                                          | 42° 14′ 05″ N, 2° 18′ 40″ E / 42.2346914955741°N,2.31108875053009°E                  |                                                      |                                               | Modifica les dades a Wikidata |
|        | Can Cebrià              | Sant Joan de les Abadesses | masia                     |                                          | 42° 14′ 57″ N, 2° 20′ 38″ E / 42.2492398186002°N,2.34390247246675°E                  |                                                      |                                               | Modifica les dades a Wikidata |
|        | Can Coret               | Sant Joan de les Abadesses | masia                     |                                          | 42° 15′ 58″ N, 2° 18′ 55″ E / 42.2661396304865°N,2.31534193024787°E                  |                                                      |                                               | Modifica les dades a Wikidata |
|        | Can Dosdies             | Sant Joan de les Abadesses | masia                     |                                          | 42° 13′ 54″ N, 2° 14′ 03″ E / 42.231645926065°N,2.23416824879705°E                   |                                                      |                                               | Modifica les dades a Wikidata |
|        | Can Floricat            | Sant Joan de les Abadesses | masia                     |                                          | 42° 14′ 29″ N, 2° 18′ 49″ E / 42.2415057245373°N,2.31351146442064°E                  |                                                      |                                               | Modifica les dades a Wikidata |
|        | Can Garrigó             | Sant Joan de les Abadesses | masia                     |                                          | 42° 14′ 23″ N, 2° 18′ 48″ E / 42.2395947873993°N,2.31324129374183°E                  |                                                      |                                               | Modifica les dades a Wikidata |
|        | Can Gorra               | Sant Joan de les Abadesses | masia                     |                                          | 42° 15′ 07″ N, 2° 20′ 57″ E / 42.2519723927383°N,2.34929294982151°E                  |                                                      |                                               | Modifica les dades a Wikidata |
|        | Can Janola              | Sant Joan de les Abadesses | masia                     |                                          | 42° 14′ 14″ N, 2° 15′ 23″ E / 42.237132366317°N,2.25631736508128°E                   |                                                      |                                               | Modifica les dades a Wikidata |
|        | Can Janpere Nou         | Sant Joan de les Abadesses | masia                     |                                          | 42° 14′ 39″ N, 2° 17′ 56″ E / 42.2442279484861°N,2.29900936171765°E                  |                                                      |                                               | Modifica les dades a Wikidata |
|        | Can Janpere Vell        | Sant Joan de les Abadesses | masia                     |                                          | 42° 14′ 37″ N, 2° 17′ 58″ E / 42.243474069233°N,2.29944194071264°E 809 msnm          |                                                      | Can Janpere Vell                              | Modifica les dades a Wikidata |
|        | Can Jaumet              | Sant Joan de les Abadesses | masia                     |                                          | 42° 15′ 02″ N, 2° 20′ 33″ E / 42.2506276469574°N,2.34248189893433°E                  |                                                      |                                               | Modifica les dades a Wikidata |
|        | Can Jaumetic            | Sant Joan de les Abadesses | masia                     |                                          | 42° 14′ 22″ N, 2° 15′ 49″ E / 42.2393594805927°N,2.26369662689102°E                  |                                                      |                                               | Modifica les dades a Wikidata |
|        | Can Jombi               | Sant Joan de les Abadesses | masia                     | Estil: arquitectura popular              | 42° 12′ 55″ N, 2° 17′ 08″ E / 42.2153°N,2.28561°E                                    | bé integrant del patrimoni cultural català           |                                               | Modifica les dades a Wikidata |
|        | Can Llagostera          | Sant Joan de les Abadesses | masia                     |                                          | 42° 15′ 16″ N, 2° 18′ 48″ E / 42.254418853322°N,2.31321383447182°E                   |                                                      |                                               | Modifica les dades a Wikidata |
|        | Can Lluert              | Sant Joan de les Abadesses | masia                     |                                          | 42° 14′ 00″ N, 2° 14′ 43″ E / 42.2332317112174°N,2.24514098763064°E                  |                                                      |                                               | Modifica les dades a Wikidata |
|        | Can Martiè              | Sant Joan de les Abadesses | masia                     |                                          | 42° 14′ 26″ N, 2° 19′ 21″ E / 42.240471712784°N,2.3225554196036°E                    |                                                      |                                               | Modifica les dades a Wikidata |
|        | Can Milà                | Sant Joan de les Abadesses | masia                     |                                          | 42° 12′ 48″ N, 2° 18′ 09″ E / 42.2132764065013°N,2.30244111166397°E                  |                                                      |                                               | Modifica les dades a Wikidata |
|        | Can Màxim               | Sant Joan de les Abadesses | masia                     |                                          | 42° 15′ 01″ N, 2° 16′ 56″ E / 42.2503200318697°N,2.2821647006036°E                   |                                                      |                                               | Modifica les dades a Wikidata |
|        | Can Panís               | Sant Joan de les Abadesses | masia                     |                                          | 42° 15′ 44″ N, 2° 19′ 04″ E / 42.2622268409781°N,2.31767580549987°E                  |                                                      |                                               | Modifica les dades a Wikidata |
|        | Can Para-sol            | Sant Joan de les Abadesses | masia                     |                                          | 42° 13′ 42″ N, 2° 15′ 37″ E / 42.2283322420068°N,2.26033480009658°E                  |                                                      |                                               | Modifica les dades a Wikidata |
|        | Can Pau Llebre          | Sant Joan de les Abadesses | masia                     |                                          | 42° 14′ 26″ N, 2° 18′ 53″ E / 42.2405305605667°N,2.31460075024537°E                  |                                                      |                                               | Modifica les dades a Wikidata |
|        | Can Pau Llosa           | Sant Joan de les Abadesses | masia                     |                                          | 42° 14′ 06″ N, 2° 15′ 20″ E / 42.2349753266776°N,2.25561553264086°E                  |                                                      |                                               | Modifica les dades a Wikidata |
|        | Can Planavès            | Sant Joan de les Abadesses | masia                     |                                          | 42° 14′ 00″ N, 2° 16′ 40″ E / 42.2332077735709°N,2.27778979621834°E                  |                                                      |                                               | Modifica les dades a Wikidata |
|        | Can Prim                | Sant Joan de les Abadesses | masia                     |                                          | 42° 13′ 27″ N, 2° 19′ 30″ E / 42.2241565147998°N,2.32511391376098°E                  |                                                      |                                               | Modifica les dades a Wikidata |
|        | Can Ramon de la Pera    | Sant Joan de les Abadesses | masia                     |                                          | 42° 12′ 52″ N, 2° 17′ 52″ E / 42.2145096297822°N,2.29790849216016°E                  |                                                      |                                               | Modifica les dades a Wikidata |
|        | Can Regalat             | Sant Joan de les Abadesses | masia                     |                                          | 42° 15′ 59″ N, 2° 19′ 09″ E / 42.2663424791971°N,2.31915921620319°E                  |                                                      |                                               | Modifica les dades a Wikidata |
|        | Can Revolt              | Sant Joan de les Abadesses | masia                     |                                          | 42° 12′ 37″ N, 2° 16′ 31″ E / 42.2101906622682°N,2.2753868592449°E                   |                                                      |                                               | Modifica les dades a Wikidata |
|        | Can Roent               | Sant Joan de les Abadesses | masia                     |                                          | 42° 13′ 35″ N, 2° 20′ 00″ E / 42.2262677772683°N,2.33346473361509°E                  |                                                      |                                               | Modifica les dades a Wikidata |
|        | Can Rogai               | Sant Joan de les Abadesses | masia                     |                                          | 42° 13′ 16″ N, 2° 15′ 48″ E / 42.221194083797°N,2.2633903345083°E                    |                                                      |                                               | Modifica les dades a Wikidata |
|        | Can Sargantana          | Sant Joan de les Abadesses | masia                     |                                          | 42° 14′ 30″ N, 2° 19′ 26″ E / 42.2417208036038°N,2.32394498730407°E                  |                                                      |                                               | Modifica les dades a Wikidata |
|        | Can Sau                 | Sant Joan de les Abadesses | masia                     |                                          | 42° 14′ 15″ N, 2° 15′ 40″ E / 42.2375324537353°N,2.26108786986123°E                  |                                                      |                                               | Modifica les dades a Wikidata |
|        | Can Setcases            | Sant Joan de les Abadesses | masia                     |                                          | 42° 13′ 46″ N, 2° 17′ 15″ E / 42.2294130286086°N,2.28737012467667°E                  |                                                      |                                               | Modifica les dades a Wikidata |
|        | Can Sió                 | Sant Joan de les Abadesses | masia                     |                                          | 42° 13′ 56″ N, 2° 15′ 16″ E / 42.232302447001°N,2.25453201268066°E                   |                                                      |                                               | Modifica les dades a Wikidata |
|        | Can Tarroja             | Sant Joan de les Abadesses | masia                     |                                          | 42° 15′ 59″ N, 2° 18′ 50″ E / 42.2665189016622°N,2.31400403548659°E                  |                                                      |                                               | Modifica les dades a Wikidata |
|        | Can Vesseganya          | Sant Joan de les Abadesses | masia                     |                                          | 42° 13′ 56″ N, 2° 16′ 38″ E / 42.2321690019876°N,2.2773047691491°E                   |                                                      |                                               | Modifica les dades a Wikidata |
|        | Can Violí               | Sant Joan de les Abadesses | masia                     |                                          | 42° 13′ 24″ N, 2° 15′ 18″ E / 42.2232995780428°N,2.25504991574474°E                  |                                                      |                                               | Modifica les dades a Wikidata |
|        | Can Xipell              | Sant Joan de les Abadesses | masia                     |                                          | 42° 14′ 45″ N, 2° 18′ 01″ E / 42.2459200641002°N,2.30031186303647°E                  |                                                      |                                               | Modifica les dades a Wikidata |
|        | Caramelles              | Sant Joan de les Abadesses | masia                     |                                          | 42° 13′ 02″ N, 2° 17′ 33″ E / 42.2172317084699°N,2.2924019390476°E                   |                                                      |                                               | Modifica les dades a Wikidata |
|        | Casa Nova d'en Vilalta  | Sant Joan de les Abadesses | masia                     |                                          | 42° 12′ 55″ N, 2° 17′ 20″ E / 42.2153362838425°N,2.28882477586936°E                  |                                                      |                                               | Modifica les dades a Wikidata |
|        | Casot del Serrat        | Sant Joan de les Abadesses | masia                     |                                          | 42° 13′ 50″ N, 2° 15′ 06″ E / 42.2305902305505°N,2.25160737223341°E                  |                                                      |                                               | Modifica les dades a Wikidata |
|        | Clarà                   | Sant Joan de les Abadesses | masia                     |                                          | 42° 14′ 24″ N, 2° 18′ 35″ E / 42.2398711669589°N,2.30977190090127°E                  |                                                      |                                               | Modifica les dades a Wikidata |
|        | Fontfreda               | Sant Joan de les Abadesses | masia                     |                                          | 42° 12′ 44″ N, 2° 18′ 55″ E / 42.2121916834649°N,2.31523434137047°E                  |                                                      |                                               | Modifica les dades a Wikidata |
|        | Guillemet               | Sant Joan de les Abadesses | masia                     | Estil: arquitectura popular              | 42° 13′ 29″ N, 2° 19′ 05″ E / 42.2248°N,2.31804°E                                    | bé integrant del patrimoni cultural català           |                                               | Modifica les dades a Wikidata |
|        | Llastanosa              | Sant Joan de les Abadesses | masia                     |                                          | 42° 14′ 58″ N, 2° 18′ 41″ E / 42.2494462180753°N,2.31151007689838°E                  |                                                      |                                               | Modifica les dades a Wikidata |
|        | Maiola de Baix          | Sant Joan de les Abadesses | masia                     |                                          | 42° 15′ 13″ N, 2° 19′ 22″ E / 42.2536023959561°N,2.32282402626124°E                  |                                                      |                                               | Modifica les dades a Wikidata |
|        | Malatosca               | Sant Joan de les Abadesses | masia                     |                                          | 42° 14′ 24″ N, 2° 17′ 20″ E / 42.2400054403104°N,2.28899626461733°E                  |                                                      |                                               | Modifica les dades a Wikidata |
|        | Martins                 | Sant Joan de les Abadesses | masia                     |                                          | 42° 15′ 22″ N, 2° 17′ 18″ E / 42.2559964966278°N,2.28835597223346°E                  |                                                      |                                               | Modifica les dades a Wikidata |
|        | Mas Guanter             | Sant Joan de les Abadesses | masia                     |                                          | 42° 13′ 06″ N, 2° 14′ 25″ E / 42.2182126786377°N,2.24019478548214°E                  |                                                      |                                               | Modifica les dades a Wikidata |
|        | Mas Guit                | Sant Joan de les Abadesses | masia                     |                                          | 42° 13′ 52″ N, 2° 16′ 21″ E / 42.2312282572874°N,2.27238323055261°E                  |                                                      |                                               | Modifica les dades a Wikidata |
|        | Mas Guixer              | Sant Joan de les Abadesses | masia                     |                                          | 42° 13′ 51″ N, 2° 17′ 33″ E / 42.2308415274105°N,2.29262561681778°E                  |                                                      |                                               | Modifica les dades a Wikidata |
|        | Mas Molí                | Sant Joan de les Abadesses | masia                     |                                          | 42° 13′ 26″ N, 2° 15′ 53″ E / 42.224010677579°N,2.26475956375476°E                   |                                                      |                                               | Modifica les dades a Wikidata |
|        | Mas Pasqual             | Sant Joan de les Abadesses | masia                     |                                          | 42° 13′ 27″ N, 2° 15′ 42″ E / 42.2242253657757°N,2.2617277579359°E                   |                                                      |                                               | Modifica les dades a Wikidata |
|        | Mas Pedrer              | Sant Joan de les Abadesses | masia                     |                                          | 42° 13′ 50″ N, 2° 17′ 25″ E / 42.2305385257311°N,2.29022954230421°E                  |                                                      |                                               | Modifica les dades a Wikidata |
|        | Mas Vinyer              | Sant Joan de les Abadesses | masia                     |                                          | 42° 13′ 24″ N, 2° 15′ 46″ E / 42.2234393442706°N,2.26274263582179°E                  |                                                      |                                               | Modifica les dades a Wikidata |
|        | Mas de Sentigosa        | Sant Joan de les Abadesses | masia                     | Estil: arquitectura popular 18th century | 42° 12′ 51″ N, 2° 19′ 45″ E / 42.2142°N,2.32928°E                                    | bé cultural d'interès local                          |                                               | Modifica les dades a Wikidata |
|        | Mas de Toralles         | Sant Joan de les Abadesses | masia                     |                                          | 42° 15′ 19″ N, 2° 17′ 25″ E / 42.25528776946°N,2.29025516159175°E                    |                                                      |                                               | Modifica les dades a Wikidata |
|        | Mas els Plans           | Sant Joan de les Abadesses | masia                     | Estil: arquitectura popular              | 42° 15′ 09″ N, 2° 20′ 20″ E / 42.25259°N,2.33891°E                                   | bé integrant del patrimoni cultural català           | Mas els Plans                                 | Modifica les dades a Wikidata |
|        | Masia de Puig Oliver    | Sant Joan de les Abadesses | masia                     | Estil: arquitectura popular              | 42° 14′ 19″ N, 2° 18′ 22″ E / 42.2386°N,2.30603°E                                    | bé integrant del patrimoni cultural català           |                                               | Modifica les dades a Wikidata |
|        | Masia del Reixac        | Sant Joan de les Abadesses | masia                     | Estil: arquitectura popular              | 42° 15′ 03″ N, 2° 19′ 11″ E / 42.250736°N,2.319814°E                                 | bé integrant del patrimoni cultural català           |                                               | Modifica les dades a Wikidata |
|        | Masnou                  | Sant Joan de les Abadesses | masia                     |                                          | 42° 14′ 08″ N, 2° 15′ 48″ E / 42.2355656546903°N,2.26335290905832°E                  |                                                      |                                               | Modifica les dades a Wikidata |
|        | Montsalvatge            | Sant Joan de les Abadesses | masia                     |                                          | 42° 13′ 30″ N, 2° 18′ 43″ E / 42.22509730839°N,2.3118142295648°E                     |                                                      |                                               | Modifica les dades a Wikidata |
|        | Muig                    | Sant Joan de les Abadesses | masia                     |                                          | 42° 15′ 29″ N, 2° 18′ 07″ E / 42.2581154980063°N,2.30195924603114°E                  |                                                      |                                               | Modifica les dades a Wikidata |
|        | Perella                 | Sant Joan de les Abadesses | masia                     | Estil: arquitectura popular              | 42° 15′ 23″ N, 2° 19′ 59″ E / 42.2565°N,2.33304°E                                    | bé cultural d'interès local                          |                                               | Modifica les dades a Wikidata |
|        | Planavès                | Sant Joan de les Abadesses | masia                     |                                          | 42° 13′ 40″ N, 2° 18′ 03″ E / 42.2276680322204°N,2.30090123934785°E                  |                                                      |                                               | Modifica les dades a Wikidata |
|        | Plavidrós               | Sant Joan de les Abadesses | masia                     |                                          | 42° 13′ 28″ N, 2° 16′ 48″ E / 42.2243690637057°N,2.28008377564749°E                  |                                                      |                                               | Modifica les dades a Wikidata |
|        | Quatrecases             | Sant Joan de les Abadesses | masia                     |                                          | 42° 15′ 22″ N, 2° 21′ 04″ E / 42.256162088355°N,2.35120174505579°E                   |                                                      |                                               | Modifica les dades a Wikidata |
|        | Raurés                  | Sant Joan de les Abadesses | masia                     |                                          | 42° 12′ 32″ N, 2° 15′ 29″ E / 42.2088915810616°N,2.25813878931441°E                  |                                                      |                                               | Modifica les dades a Wikidata |
|        | Ribamala                | Sant Joan de les Abadesses | masia                     |                                          | 42° 13′ 19″ N, 2° 14′ 08″ E / 42.221912285382°N,2.2355135798521°E                    |                                                      |                                               | Modifica les dades a Wikidata |
|        | Rodonella               | Sant Joan de les Abadesses | masia                     |                                          | 42° 13′ 06″ N, 2° 14′ 39″ E / 42.21836631893°N,2.2440375675811°E                     |                                                      |                                               | Modifica les dades a Wikidata |
|        | Rodonella Nova          | Sant Joan de les Abadesses | masia                     |                                          | 42° 13′ 07″ N, 2° 14′ 27″ E / 42.2185950021443°N,2.24080812692433°E                  |                                                      |                                               | Modifica les dades a Wikidata |
|        | Rodonella Vella         | Sant Joan de les Abadesses | masia                     |                                          | 42° 13′ 04″ N, 2° 14′ 24″ E / 42.2178063061138°N,2.24003003288192°E                  |                                                      |                                               | Modifica les dades a Wikidata |
|        | Rudes                   | Sant Joan de les Abadesses | masia                     |                                          | 42° 14′ 42″ N, 2° 19′ 36″ E / 42.2451322637059°N,2.3266843362686°E                   |                                                      |                                               | Modifica les dades a Wikidata |
|        | Sansió                  | Sant Joan de les Abadesses | masia                     |                                          | 42° 13′ 56″ N, 2° 15′ 16″ E / 42.232302447001°N,2.25453201268067°E                   |                                                      |                                               | Modifica les dades a Wikidata |
|        | Serradal                | Sant Joan de les Abadesses | masia                     |                                          | 42° 13′ 10″ N, 2° 14′ 39″ E / 42.2194555581579°N,2.24428732434606°E                  |                                                      |                                               | Modifica les dades a Wikidata |
|        | Teuleria de la Roca     | Sant Joan de les Abadesses | masia                     |                                          | 42° 13′ 33″ N, 2° 15′ 55″ E / 42.2259592970636°N,2.26527012633241°E                  |                                                      |                                               | Modifica les dades a Wikidata |
|        | Torrents                | Sant Joan de les Abadesses | masia                     |                                          | 42° 13′ 28″ N, 2° 21′ 20″ E / 42.22445016256°N,2.3554431976721°E                     |                                                      |                                               | Modifica les dades a Wikidata |
|        | el Casot                | Sant Joan de les Abadesses | masia                     |                                          | 42° 14′ 54″ N, 2° 18′ 36″ E / 42.2482299218687°N,2.30993533952491°E                  |                                                      |                                               | Modifica les dades a Wikidata |
|        | el Casot                | Sant Joan de les Abadesses | masia                     |                                          | 42° 13′ 14″ N, 2° 15′ 48″ E / 42.2205880811555°N,2.26332105275479°E                  |                                                      |                                               | Modifica les dades a Wikidata |
|        | el Coll                 | Sant Joan de les Abadesses | masia                     | Estil: arquitectura popular              | 42° 14′ 35″ N, 2° 17′ 47″ E / 42.243°N,2.2964°E ca:Solell Amunt 300 msnm             | bé integrant del patrimoni cultural català           | El Coll (Sant Joan de les Abadesses)          | Modifica les dades a Wikidata |
|        | el Coll d'en Sequer     | Sant Joan de les Abadesses | masia                     |                                          | 42° 13′ 43″ N, 2° 17′ 29″ E / 42.2287267337048°N,2.29143741681658°E                  |                                                      |                                               | Modifica les dades a Wikidata |
|        | el Colomer              | Sant Joan de les Abadesses | masia                     |                                          | 42° 13′ 34″ N, 2° 19′ 22″ E / 42.226062777978°N,2.322709501991°E                     |                                                      |                                               | Modifica les dades a Wikidata |
|        | el Corcoi               | Sant Joan de les Abadesses | masia                     |                                          | 42° 14′ 28″ N, 2° 18′ 27″ E / 42.2411729864758°N,2.30760026066638°E                  |                                                      |                                               | Modifica les dades a Wikidata |
|        | el Covilar              | Sant Joan de les Abadesses | masia                     | Estil: arquitectura popular 13rd century | 42° 14′ 13″ N, 2° 17′ 52″ E / 42.236928°N,2.29791°E 806 msnm                         | bé cultural d'interès local                          | El Covilar                                    | Modifica les dades a Wikidata |
|        | el Cul de la Dona       | Sant Joan de les Abadesses | masia                     |                                          | 42° 13′ 10″ N, 2° 17′ 16″ E / 42.219546031865°N,2.2876419962947°E                    |                                                      |                                               | Modifica les dades a Wikidata |
|        | el Faig                 | Sant Joan de les Abadesses | masia                     |                                          | 42° 12′ 52″ N, 2° 16′ 52″ E / 42.2145221690317°N,2.28103158643109°E                  |                                                      |                                               | Modifica les dades a Wikidata |
|        | el Grau                 | Sant Joan de les Abadesses | masia                     | Estil: arquitectura popular              | 42° 14′ 52″ N, 2° 19′ 20″ E / 42.247797°N,2.322348°E                                 | bé cultural d'interès local                          |                                               | Modifica les dades a Wikidata |
|        | el Guillot              | Sant Joan de les Abadesses | masia                     |                                          | 42° 13′ 18″ N, 2° 14′ 59″ E / 42.2215897991823°N,2.24973864451572°E                  |                                                      |                                               | Modifica les dades a Wikidata |
|        | el Marquès              | Sant Joan de les Abadesses | masia                     |                                          | 42° 15′ 03″ N, 2° 19′ 46″ E / 42.25077°N,2.32946°E                                   | bé cultural d'interès local                          |                                               | Modifica les dades a Wikidata |
|        | el Molinot              | Sant Joan de les Abadesses | masia                     |                                          | 42° 14′ 54″ N, 2° 17′ 31″ E / 42.2483808499382°N,2.29184783255246°E                  |                                                      |                                               | Modifica les dades a Wikidata |
|        | el Noguer               | Sant Joan de les Abadesses | masia                     | Estil: arquitectura popular              | 42° 14′ 41″ N, 2° 19′ 12″ E / 42.2446°N,2.32005°E                                    | bé integrant del patrimoni cultural català           |                                               | Modifica les dades a Wikidata |
|        | el Pagès                | Sant Joan de les Abadesses | masia                     |                                          | 42° 14′ 30″ N, 2° 18′ 24″ E / 42.2416259765213°N,2.3065529361875°E                   |                                                      |                                               | Modifica les dades a Wikidata |
|        | el Pla d'en Sala        | Sant Joan de les Abadesses | masia                     |                                          | 42° 14′ 31″ N, 2° 19′ 03″ E / 42.2420609263808°N,2.31750527175934°E                  |                                                      |                                               | Modifica les dades a Wikidata |
|        | el Planàs               | Sant Joan de les Abadesses | masia                     | Estil: arquitectura popular              | 42° 13′ 08″ N, 2° 18′ 00″ E / 42.21882°N,2.300013°E                                  | bé cultural d'interès local                          |                                               | Modifica les dades a Wikidata |
|        | el Pont                 | Sant Joan de les Abadesses | masia                     |                                          | 42° 14′ 48″ N, 2° 19′ 40″ E / 42.2466240277539°N,2.32766244062041°E                  |                                                      |                                               | Modifica les dades a Wikidata |
|        | el Pont d'en Serra      | Sant Joan de les Abadesses | masia                     |                                          | 42° 12′ 53″ N, 2° 14′ 08″ E / 42.214707937209°N,2.2356004786026°E                    |                                                      |                                               | Modifica les dades a Wikidata |
|        | el Privat               | Sant Joan de les Abadesses | masia                     |                                          | 42° 14′ 41″ N, 2° 19′ 03″ E / 42.244853108747°N,2.31754790393179°E                   |                                                      |                                               | Modifica les dades a Wikidata |
|        | el Pujol                | Sant Joan de les Abadesses | masia                     |                                          | 42° 14′ 49″ N, 2° 18′ 25″ E / 42.2468524607764°N,2.30702904689825°E                  |                                                      |                                               | Modifica les dades a Wikidata |
|        | el Querós de Baix       | Sant Joan de les Abadesses | masia                     |                                          | 42° 13′ 22″ N, 2° 17′ 37″ E / 42.2228770018483°N,2.29359907318784°E                  |                                                      |                                               | Modifica les dades a Wikidata |
|        | el Querós de Dalt       | Sant Joan de les Abadesses | masia                     |                                          | 42° 13′ 30″ N, 2° 17′ 53″ E / 42.2250659501822°N,2.29807023613759°E                  |                                                      |                                               | Modifica les dades a Wikidata |
|        | el Rei de les Vinyasses | Sant Joan de les Abadesses | masia                     |                                          | 42° 14′ 04″ N, 2° 14′ 38″ E / 42.2343216832591°N,2.24380700714303°E                  |                                                      |                                               | Modifica les dades a Wikidata |
|        | el Reixac               | Sant Joan de les Abadesses | masia                     |                                          | 42° 15′ 03″ N, 2° 19′ 11″ E / 42.250734°N,2.319829°E                                 |                                                      |                                               | Modifica les dades a Wikidata |
|        | el Salomó               | Sant Joan de les Abadesses | masia                     |                                          | 42° 14′ 06″ N, 2° 16′ 06″ E / 42.234877090515°N,2.26834194824823°E                   |                                                      | El Salomó (Sant Joan de les Abadesses)        | Modifica les dades a Wikidata |
|        | el Serradell            | Sant Joan de les Abadesses | masia                     |                                          | 42° 14′ 27″ N, 2° 17′ 08″ E / 42.2408581224827°N,2.28562932731973°E                  |                                                      |                                               | Modifica les dades a Wikidata |
|        | el Serrat de la Reia    | Sant Joan de les Abadesses | masia                     |                                          | 42° 13′ 42″ N, 2° 15′ 02″ E / 42.2282500426806°N,2.25044745004895°E                  |                                                      |                                               | Modifica les dades a Wikidata |
|        | el Solà                 | Sant Joan de les Abadesses | masia                     | Estil: arquitectura popular              | 42° 13′ 43″ N, 2° 15′ 45″ E / 42.2286°N,2.26259°E ca:Solell Avall, ctra. 151, km 7,5 | bé integrant del patrimoni cultural català           |                                               | Modifica les dades a Wikidata |
|        | el Verdeguer            | Sant Joan de les Abadesses | masia                     | Estil: arquitectura popular              | 42° 13′ 33″ N, 2° 14′ 35″ E / 42.225785°N,2.242989°E                                 | bé cultural d'interès local                          |                                               | Modifica les dades a Wikidata |
|        | el Vilar                | Sant Joan de les Abadesses | masia                     | Estil: arquitectura popular              | 42° 13′ 40″ N, 2° 15′ 21″ E / 42.2278°N,2.25586°E                                    | bé integrant del patrimoni cultural català           | Masia el Vilar (Sant Joan de les Abadesses)   | Modifica les dades a Wikidata |
|        | els Sirals              | Sant Joan de les Abadesses | masia                     |                                          | 42° 14′ 10″ N, 2° 18′ 13″ E / 42.236096°N,2.303587°E 881 msnm                        |                                                      |                                               | Modifica les dades a Wikidata |
|        | l'Aspre                 | Sant Joan de les Abadesses | masia                     |                                          | 42° 13′ 27″ N, 2° 16′ 04″ E / 42.224273127357°N,2.26777371840928°E                   |                                                      |                                               | Modifica les dades a Wikidata |
|        | l'Urgell                | Sant Joan de les Abadesses | masia                     |                                          | 42° 14′ 57″ N, 2° 19′ 06″ E / 42.2491088880734°N,2.31836269474359°E                  |                                                      |                                               | Modifica les dades a Wikidata |
|        | l'Òliba                 | Sant Joan de les Abadesses | masia                     |                                          | 42° 13′ 20″ N, 2° 16′ 19″ E / 42.222148785902°N,2.271860960776°E                     |                                                      |                                               | Modifica les dades a Wikidata |
|        | la Barraca              | Sant Joan de les Abadesses | masia                     |                                          | 42° 13′ 56″ N, 2° 14′ 06″ E / 42.2323360852315°N,2.23502034007792°E                  |                                                      |                                               | Modifica les dades a Wikidata |
|        | la Batllia              | Sant Joan de les Abadesses | masia                     | Estil: arquitectura popular              | 42° 14′ 37″ N, 2° 18′ 07″ E / 42.243622°N,2.301933°E                                 | bé cultural d'interès local                          | Masia la Batllia (Sant Joan de les Abadesses) | Modifica les dades a Wikidata |
|        | la Canal                | Sant Joan de les Abadesses | masia                     |                                          | 42° 16′ 02″ N, 2° 19′ 30″ E / 42.2672692937302°N,2.32511499634032°E                  |                                                      |                                               | Modifica les dades a Wikidata |
|        | la Casa-seca            | Sant Joan de les Abadesses | masia                     |                                          | 42° 13′ 54″ N, 2° 14′ 21″ E / 42.2317335869212°N,2.23922068190059°E                  |                                                      |                                               | Modifica les dades a Wikidata |
|        | la Caseta               | Sant Joan de les Abadesses | masia                     |                                          | 42° 13′ 44″ N, 2° 16′ 37″ E / 42.2288253328477°N,2.27693089534632°E                  |                                                      |                                               | Modifica les dades a Wikidata |
|        | la Cervera              | Sant Joan de les Abadesses | masia                     |                                          | 42° 13′ 02″ N, 2° 16′ 47″ E / 42.2171160508062°N,2.2796088340876°E                   |                                                      |                                               | Modifica les dades a Wikidata |
|        | la Falguera             | Sant Joan de les Abadesses | masia                     |                                          | 42° 14′ 49″ N, 2° 19′ 43″ E / 42.2470524061839°N,2.32853065001839°E                  |                                                      |                                               | Modifica les dades a Wikidata |
|        | la Forcarà              | Sant Joan de les Abadesses | masia                     | Estil: arquitectura popular              | 42° 15′ 22″ N, 2° 20′ 43″ E / 42.25621°N,2.34525°E                                   | bé cultural d'interès local                          |                                               | Modifica les dades a Wikidata |
|        | la Fàbrega              | Sant Joan de les Abadesses | masia                     |                                          | 42° 14′ 02″ N, 2° 17′ 32″ E / 42.2339910251151°N,2.2921905149097°E                   |                                                      |                                               | Modifica les dades a Wikidata |
|        | la Ginebrosa            | Sant Joan de les Abadesses | masia                     |                                          | 42° 13′ 51″ N, 2° 15′ 51″ E / 42.230878349864°N,2.26412241007488°E                   |                                                      |                                               | Modifica les dades a Wikidata |
|        | la Girona               | Sant Joan de les Abadesses | masia                     |                                          | 42° 14′ 45″ N, 2° 19′ 53″ E / 42.2458525752751°N,2.33127069248812°E                  |                                                      |                                               | Modifica les dades a Wikidata |
|        | la Granota              | Sant Joan de les Abadesses | masia                     |                                          | 42° 13′ 44″ N, 2° 16′ 13″ E / 42.2287745831142°N,2.27033921083991°E                  |                                                      |                                               | Modifica les dades a Wikidata |
|        | la Grevolosa            | Sant Joan de les Abadesses | masia                     |                                          | 42° 14′ 58″ N, 2° 17′ 21″ E / 42.2493279514421°N,2.28917038327117°E                  |                                                      |                                               | Modifica les dades a Wikidata |
|        | la Mallola de Baix      | Sant Joan de les Abadesses | masia                     |                                          | 42° 15′ 13″ N, 2° 19′ 22″ E / 42.2536023959561°N,2.32282402626124°E                  |                                                      |                                               | Modifica les dades a Wikidata |
|        | la Mallola de Dalt      | Sant Joan de les Abadesses | masia                     |                                          | 42° 15′ 21″ N, 2° 19′ 22″ E / 42.2557824040747°N,2.32290981320319°E                  |                                                      |                                               | Modifica les dades a Wikidata |
|        | la Riereta              | Sant Joan de les Abadesses | masia                     |                                          | 42° 13′ 33″ N, 2° 14′ 55″ E / 42.2258608483731°N,2.24868231458139°E                  |                                                      |                                               | Modifica les dades a Wikidata |
|        | la Roca                 | Sant Joan de les Abadesses | masia                     | Estil: arquitectura popular              | 42° 13′ 39″ N, 2° 16′ 19″ E / 42.227472°N,2.271991°E                                 | bé cultural d'interès local                          |                                               | Modifica les dades a Wikidata |
|        | la Rovira               | Sant Joan de les Abadesses | masia                     |                                          | 42° 14′ 56″ N, 2° 16′ 43″ E / 42.2489012003882°N,2.27851994848977°E                  |                                                      |                                               | Modifica les dades a Wikidata |
|        | la Sala de Muig         | Sant Joan de les Abadesses | masia                     |                                          | 42° 15′ 08″ N, 2° 18′ 24″ E / 42.252084765128°N,2.3066719160615°E                    |                                                      |                                               | Modifica les dades a Wikidata |
|        | la Serra del Cadell     | Sant Joan de les Abadesses | masia                     | Estil: arquitectura popular              | 42° 14′ 07″ N, 2° 16′ 14″ E / 42.235349°N,2.27068°E                                  | bé cultural d'interès local                          |                                               | Modifica les dades a Wikidata |
|        | la Tolosa               | Sant Joan de les Abadesses | masia                     |                                          | 42° 14′ 08″ N, 2° 16′ 15″ E / 42.2356495325223°N,2.27084175086013°E                  |                                                      |                                               | Modifica les dades a Wikidata |
|        | la Torre                | Sant Joan de les Abadesses | masia torre de sentinella | Estil: arquitectura popular              | 42° 13′ 55″ N, 2° 16′ 46″ E / 42.2319°N,2.279461°E                                   | bé d'interès cultural bé cultural d'interès nacional | La Torre (Sant Joan de les Abadesses)         | Modifica les dades a Wikidata |
|        | les Cambres             | Sant Joan de les Abadesses | masia                     |                                          | 42° 13′ 19″ N, 2° 22′ 08″ E / 42.221822580778°N,2.3687983052319°E                    |                                                      |                                               | Modifica les dades a Wikidata |
|        | les Casasses            | Sant Joan de les Abadesses | masia                     |                                          | 42° 14′ 40″ N, 2° 17′ 16″ E / 42.244492613005°N,2.28787922060355°E                   |                                                      |                                               | Modifica les dades a Wikidata |
|        | les Caselles            | Sant Joan de les Abadesses | masia                     |                                          | 42° 14′ 03″ N, 2° 17′ 40″ E / 42.2342744846092°N,2.29434456312799°E                  |                                                      |                                               | Modifica les dades a Wikidata |
|        | les Casesnoves          | Sant Joan de les Abadesses | masia                     |                                          | 42° 14′ 05″ N, 2° 17′ 24″ E / 42.2346170164966°N,2.29001417333322°E                  |                                                      |                                               | Modifica les dades a Wikidata |
|        | les Feixes              | Sant Joan de les Abadesses | masia                     |                                          | 42° 13′ 39″ N, 2° 17′ 15″ E / 42.2274774246855°N,2.28748883936663°E                  |                                                      |                                               | Modifica les dades a Wikidata |
|        | les Llances             | Sant Joan de les Abadesses | masia                     | Estil: arquitectura popular              | 42° 13′ 27″ N, 2° 17′ 04″ E / 42.2242°N,2.28452°E                                    | bé integrant del patrimoni cultural català           |                                               | Modifica les dades a Wikidata |
|        | les Pinoses             | Sant Joan de les Abadesses | masia                     |                                          | 42° 12′ 26″ N, 2° 15′ 28″ E / 42.2072233541288°N,2.25781911706316°E                  |                                                      |                                               | Modifica les dades a Wikidata |
|        | les Torrenteres         | Sant Joan de les Abadesses | masia                     |                                          | 42° 14′ 22″ N, 2° 15′ 45″ E / 42.2395596787177°N,2.26261560215786°E                  |                                                      |                                               | Modifica les dades a Wikidata |

## molí d'aigua
| imatge | Nom                 | Ubicat a                   | instància de | Detalls                                 | coordenades                                           | Protecció                   | Commons (més fotos)                        | Dades a WD                    |
| ------ | ------------------- | -------------------------- | ------------ | --------------------------------------- | ----------------------------------------------------- | --------------------------- | ------------------------------------------ | ----------------------------- |
|        | Molí Petit          | Sant Joan de les Abadesses | molí d'aigua | Estil: arquitectura popular             | 42° 13′ 53″ N, 2° 17′ 10″ E / 42.23147222°N,2.28625°E | bé cultural d'interès local | El Molí Petit (Sant Joan de les Abadesses) | Modifica les dades a Wikidata |
|        | Molí de Ca l'Espona | Sant Joan de les Abadesses | molí d'aigua | Estil: noucentisme arquitectura popular | 42° 14′ 07″ N, 2° 17′ 08″ E / 42.23519°N,2.285525°E   | bé cultural d'interès local | Molí de Ca l'Espona                        | Modifica les dades a Wikidata |
|        | Molí de Malatosca   | Sant Joan de les Abadesses | molí d'aigua | Estil: arquitectura popular             | 42° 14′ 29″ N, 2° 17′ 21″ E / 42.241337°N,2.289213°E  | bé cultural d'interès local |                                            | Modifica les dades a Wikidata |

## muntanya
| imatge | Nom                                      | Ubicat a                                                          | instància de | Detalls | coordenades                                                          | Protecció | Commons (més fotos) | Dades a WD                    |
| ------ | ---------------------------------------- | ----------------------------------------------------------------- | ------------ | ------- | -------------------------------------------------------------------- | --------- | ------------------- | ----------------------------- |
|        | Cim de Rodonella                         | Sant Joan de les Abadesses                                        | muntanya     |         | 42° 12′ 52″ N, 2° 15′ 42″ E / 42.21443889°N,2.26166944°E 1086.9 msnm |           |                     | Modifica les dades a Wikidata |
|        | Pic de les Tres Fonts                    | la Vall de Bianya Sant Joan de les Abadesses                      | muntanya     |         | 42° 14′ 29″ N, 2° 20′ 40″ E / 42.24125833°N,2.34430556°E 1131.6 msnm |           |                     | Modifica les dades a Wikidata |
|        | Puig Penjat (Sant Joan de les Abadesses) | Sant Joan de les Abadesses                                        | muntanya     |         | 42° 15′ 06″ N, 2° 18′ 00″ E / 42.25165611°N,2.29989722°E 1036.5 msnm |           |                     | Modifica les dades a Wikidata |
|        | Puig Rust                                | Sant Joan de les Abadesses                                        | muntanya     |         | 42° 15′ 28″ N, 2° 18′ 33″ E / 42.25776667°N,2.30927222°E 1170.9 msnm |           |                     | Modifica les dades a Wikidata |
|        | Puig de Can Mic                          | la Vall de Bianya Sant Joan de les Abadesses Sant Pau de Segúries | muntanya     |         | 42° 14′ 41″ N, 2° 21′ 05″ E / 42.2446°N,2.35133°E 1136 msnm          |           |                     | Modifica les dades a Wikidata |
|        | Puig de Castelltallat                    | Sant Joan de les Abadesses                                        | muntanya     |         | 42° 13′ 07″ N, 2° 20′ 36″ E / 42.2186°N,2.34332°E 1280.4 msnm        |           |                     | Modifica les dades a Wikidata |
|        | Puig de la Caritat                       | la Vall de Bianya Sant Joan de les Abadesses                      | muntanya     |         | 42° 13′ 52″ N, 2° 20′ 36″ E / 42.2312°N,2.34323°E 1078.5 msnm        |           |                     | Modifica les dades a Wikidata |
|        | Turó de Montsalvatge                     | Sant Joan de les Abadesses                                        | muntanya     |         | 42° 13′ 44″ N, 2° 18′ 27″ E / 42.22879444°N,2.30751389°E 1140.6 msnm |           |                     | Modifica les dades a Wikidata |
|        | Turó de la Folcrà                        | Sant Joan de les Abadesses                                        | muntanya     |         | 42° 15′ 52″ N, 2° 20′ 34″ E / 42.26438889°N,2.34285556°E 1159.8 msnm |           |                     | Modifica les dades a Wikidata |
|        | Turó del Pont del Serra                  | Sant Joan de les Abadesses Ripoll                                 | muntanya     |         | 42° 12′ 37″ N, 2° 14′ 11″ E / 42.2102°N,2.23628°E 972.1 msnm         |           |                     | Modifica les dades a Wikidata |
|        | Turó del Verdeguer                       | Sant Joan de les Abadesses                                        | muntanya     |         | 42° 13′ 59″ N, 2° 14′ 17″ E / 42.233°N,2.23808°E 974.4 msnm          |           |                     | Modifica les dades a Wikidata |

## oratori
| imatge | Nom                                     | Ubicat a                   | instància de | Detalls                     | coordenades                                          | Protecció                   | Commons (més fotos)                             | Dades a WD                    |
| ------ | --------------------------------------- | -------------------------- | ------------ | --------------------------- | ---------------------------------------------------- | --------------------------- | ----------------------------------------------- | ----------------------------- |
|        | Oratori de la Mare de Déu de Montserrat | Sant Joan de les Abadesses | oratori      | Estil: arquitectura popular | 42° 13′ 54″ N, 2° 17′ 14″ E / 42.23176°N,2.287279°E  | bé cultural d'interès local |                                                 | Modifica les dades a Wikidata |
|        | Paratge de Lourdes                      | Sant Joan de les Abadesses | oratori      | Estil: arquitectura popular | 42° 13′ 56″ N, 2° 17′ 17″ E / 42.23218°N,2.288104°E  | bé cultural d'interès local | Paratge de Lourdes (Sant Joan de les Abadesses) | Modifica les dades a Wikidata |
|        | Sant Antoni Petit                       | Sant Joan de les Abadesses | oratori      | Estil: arquitectura popular | 42° 13′ 46″ N, 2° 17′ 41″ E / 42.229521°N,2.294726°E | bé cultural d'interès local |                                                 | Modifica les dades a Wikidata |

## plaça
| imatge | Nom                   | Ubicat a                   | instància de | Detalls                     | coordenades                                         | Protecció                   | Commons (més fotos)                      | Dades a WD                    |
| ------ | --------------------- | -------------------------- | ------------ | --------------------------- | --------------------------------------------------- | --------------------------- | ---------------------------------------- | ----------------------------- |
|        | Plaça Major           | Sant Joan de les Abadesses | plaça        |                             | 42° 13′ 58″ N, 2° 17′ 05″ E / 42.23277°N,2.284813°E | bé cultural d'interès local | Plaça Major (Sant Joan de les Abadesses) | Modifica les dades a Wikidata |
|        | plaça d'Anselm Clavé  | Sant Joan de les Abadesses | plaça        | Estil: noucentisme          | 42° 14′ 03″ N, 2° 17′ 12″ E / 42.23419°N,2.28662°E  | bé cultural d'interès local | Plaça Clavé (Sant Joan de les Abadesses) | Modifica les dades a Wikidata |
|        | plaça de Pompeu Fabra | Sant Joan de les Abadesses | plaça        | Estil: arquitectura popular | 42° 14′ 05″ N, 2° 17′ 18″ E / 42.2347°N,2.2883°E    | bé cultural d'interès local |                                          | Modifica les dades a Wikidata |

## polígon industrial
| imatge | Nom                                    | Ubicat a                   | instància de       | Detalls | coordenades                                                         | Protecció | Commons (més fotos) | Dades a WD                    |
| ------ | -------------------------------------- | -------------------------- | ------------------ | ------- | ------------------------------------------------------------------- | --------- | ------------------- | ----------------------------- |
|        | Polígon industrial La Coromina del Bac | Sant Joan de les Abadesses | polígon industrial |         | 42° 14′ 09″ N, 2° 17′ 38″ E / 42.2357668794376°N,2.29391587456963°E |           |                     | Modifica les dades a Wikidata |
|        | Polígon industrial de Cal Gat          | Sant Joan de les Abadesses | polígon industrial |         | 42° 13′ 39″ N, 2° 15′ 43″ E / 42.2274248345972°N,2.2620782491357°E  |           |                     | Modifica les dades a Wikidata |

## pont
| imatge | Nom                                    | Ubicat a                   | instància de           | Detalls                                                                        | coordenades                                                                             | Protecció                                  | Commons (més fotos)                               | Dades a WD                    |
| ------ | -------------------------------------- | -------------------------- | ---------------------- | ------------------------------------------------------------------------------ | --------------------------------------------------------------------------------------- | ------------------------------------------ | ------------------------------------------------- | ----------------------------- |
|        | Palanca de Sentigosa                   | Sant Joan de les Abadesses | pont                   |                                                                                | 42° 12′ 47″ N, 2° 19′ 18″ E / 42.213103671932°N,2.32169397811334°E                      |                                            |                                                   | Modifica les dades a Wikidata |
|        | Pont Nou de Sant Joan de les Abadesses | Sant Joan de les Abadesses | pont pont de carretera | Estil: arquitectura popular Travessa: Ter                                      | 42° 14′ 04″ N, 2° 17′ 03″ E / 42.234529°N,2.284208°E                                    | bé integrant del patrimoni cultural català | Pont Nou de Sant Joan de les Abadesses            | Modifica les dades a Wikidata |
|        | Pont Vell                              | Sant Joan de les Abadesses | pont                   | Estil: arquitectura gòtica Travessa: Ter                                       | 42° 14′ 06″ N, 2° 17′ 06″ E / 42.234902777777776°N,2.284986111111111°E                  | bé cultural d'interès local                | Pont Vell (Sant Joan de Les Abadesses)            | Modifica les dades a Wikidata |
|        | Pont d'Oganes                          | Sant Joan de les Abadesses | pont                   | Estil: arquitectura popular                                                    | 42° 14′ 08″ N, 2° 16′ 58″ E / 42.235664°N,2.282814°E ca:Carretera C-26, km 202 773 msnm | bé integrant del patrimoni cultural català | Pont d'Oganes                                     | Modifica les dades a Wikidata |
|        | Pont de Cal Gat                        | Sant Joan de les Abadesses | pont                   | Travessa: Ter                                                                  | 42° 13′ 36″ N, 2° 15′ 37″ E / 42.2266742817284°N,2.26020874300643°E                     |                                            |                                                   | Modifica les dades a Wikidata |
|        | Pont de Malatosca                      | Sant Joan de les Abadesses | pont                   | Estil: arquitectura popular                                                    | 42° 15′ 27″ N, 2° 17′ 11″ E / 42.257436°N,2.286399°E                                    | bé integrant del patrimoni cultural català |                                                   | Modifica les dades a Wikidata |
|        | Pont de Parella                        | Sant Joan de les Abadesses | pont                   | Estil: arquitectura popular Travessa: Ter                                      | 42° 15′ 11″ N, 2° 20′ 07″ E / 42.25309°N,2.33528°E                                      | bé cultural d'interès local                |                                                   | Modifica les dades a Wikidata |
|        | Pont de Ribamala                       | Sant Joan de les Abadesses | pont                   | Estil: arquitectura popular Travessa: Ter Hi passa: Ruta del Ferro i del Carbó | 42° 13′ 15″ N, 2° 14′ 23″ E / 42.2207°N,2.23984°E                                       | bé cultural d'interès local                |                                                   | Modifica les dades a Wikidata |
|        | Pont de la Folcrà                      | Sant Joan de les Abadesses | pont                   | Travessa: Ter                                                                  | 42° 15′ 15″ N, 2° 20′ 47″ E / 42.2540458592113°N,2.34648334801927°E                     |                                            |                                                   | Modifica les dades a Wikidata |
|        | Pont de la Plana                       | Sant Joan de les Abadesses | pont                   | Estil: arquitectura popular                                                    | 42° 13′ 55″ N, 2° 17′ 05″ E / 42.231839°N,2.28476°E                                     | bé cultural d'interès local                | Pont de la Plana (Sant Joan de les Abadesses)     | Modifica les dades a Wikidata |
|        | Pont de la Puda                        | Sant Joan de les Abadesses | pont                   | Estil: arquitectura popular                                                    | 42° 14′ 04″ N, 2° 16′ 45″ E / 42.234583°N,2.279245°E                                    | bé integrant del patrimoni cultural català |                                                   | Modifica les dades a Wikidata |
|        | Pont de les Mentides                   | Sant Joan de les Abadesses | pont                   | Estil: arquitectura popular                                                    | 42° 14′ 08″ N, 2° 17′ 30″ E / 42.235476°N,2.291784°E                                    | bé integrant del patrimoni cultural català | Pont de les Mentides (Sant Joan de les Abadesses) | Modifica les dades a Wikidata |
|        | Pont del Planàs                        | Sant Joan de les Abadesses | pont                   |                                                                                | 42° 13′ 07″ N, 2° 18′ 09″ E / 42.2185097257168°N,2.30255314117042°E                     |                                            |                                                   | Modifica les dades a Wikidata |
|        | Pont del Reixac                        | Sant Joan de les Abadesses | pont                   | Travessa: Ter                                                                  | 42° 14′ 49″ N, 2° 18′ 55″ E / 42.2469374067527°N,2.31517384416187°E                     |                                            |                                                   | Modifica les dades a Wikidata |
|        | Pont del Solà                          | Sant Joan de les Abadesses | pont                   | Estil: arquitectura popular                                                    | 42° 14′ 05″ N, 2° 16′ 44″ E / 42.234821°N,2.279012°E                                    | bé cultural d'interès local                |                                                   | Modifica les dades a Wikidata |
|        | la Palanca                             | Sant Joan de les Abadesses | pont                   | Travessa: Ter                                                                  | 42° 14′ 30″ N, 2° 18′ 15″ E / 42.24163787134°N,2.30405596202233°E                       |                                            |                                                   | Modifica les dades a Wikidata |
|        | pont de les Monges                     | Sant Joan de les Abadesses | pont                   | Estil: arquitectura popular                                                    | 42° 13′ 59″ N, 2° 17′ 02″ E / 42.233°N,2.28391°E                                        | bé integrant del patrimoni cultural català |                                                   | Modifica les dades a Wikidata |

## serra
| imatge | Nom                          | Ubicat a                                     | instància de | Detalls | coordenades                                                          | Protecció | Commons (més fotos) | Dades a WD                    |
| ------ | ---------------------------- | -------------------------------------------- | ------------ | ------- | -------------------------------------------------------------------- | --------- | ------------------- | ----------------------------- |
|        | serra de Costa Llisa         | Sant Joan de les Abadesses                   | serra        |         | 42° 12′ 50″ N, 2° 15′ 40″ E / 42.214°N,2.26099°E 1086.9 msnm         |           |                     | Modifica les dades a Wikidata |
|        | serra de les Cambres         | Sant Joan de les Abadesses la Vall de Bianya | serra        |         | 42° 13′ 32″ N, 2° 21′ 36″ E / 42.22569167°N,2.36013056°E 982.5 msnm  |           |                     | Modifica les dades a Wikidata |
|        | serra del Boix               | Ripoll Sant Joan de les Abadesses            | serra        |         | 42° 12′ 40″ N, 2° 13′ 33″ E / 42.21105556°N,2.22588889°E 972.1 msnm  |           |                     | Modifica les dades a Wikidata |
|        | serra del Pla de la Guaitada | Camprodon Ogassa Sant Joan de les Abadesses  | serra        |         | 42° 16′ 31″ N, 2° 20′ 11″ E / 42.2752°N,2.33633°E 1351.3 msnm        |           |                     | Modifica les dades a Wikidata |
|        | serrat Agre                  | Sant Joan de les Abadesses                   | serra        |         | 42° 14′ 32″ N, 2° 16′ 18″ E / 42.2421°N,2.27161°E 1022.6 msnm        |           |                     | Modifica les dades a Wikidata |
|        | serrat de Sentigosa          | Sant Joan de les Abadesses                   | serra        |         | 42° 12′ 58″ N, 2° 18′ 59″ E / 42.21616667°N,2.31638889°E 1157.1 msnm |           |                     | Modifica les dades a Wikidata |
|        | serrat del Colomer           | Sant Joan de les Abadesses                   | serra        |         | 42° 13′ 46″ N, 2° 19′ 05″ E / 42.22938056°N,2.31807528°E 1206.7 msnm |           |                     | Modifica les dades a Wikidata |

## zona humida
| imatge | Nom                 | Ubicat a                   | instància de | Detalls             | coordenades                                       | Protecció | Commons (més fotos) | Dades a WD                    |
| ------ | ------------------- | -------------------------- | ------------ | ------------------- | ------------------------------------------------- | --------- | ------------------- | ----------------------------- |
|        | Estany de Can Màxim | Sant Joan de les Abadesses | zona humida  | Superfície: 0.34ha  | 42° 15′ 02″ N, 2° 16′ 55″ E / 42.2505°N,2.28205°E |           |                     | Modifica les dades a Wikidata |
|        | Pantà de Cal Gat    | Sant Joan de les Abadesses | zona humida  | Superfície: 13.96ha | 42° 13′ 20″ N, 2° 14′ 47″ E / 42.2223°N,2.2465°E  |           |                     | Modifica les dades a Wikidata |

## Misc
| imatge | Nom                                             | Ubicat a                                  | instància de                            | Detalls                                                 | coordenades                                                                                             | Protecció                                            | Commons (més fotos)                                 | Dades a WD                    |
| ------ | ----------------------------------------------- | ----------------------------------------- | --------------------------------------- | ------------------------------------------------------- | --- | ---------------------------------------------------- | --------------------------------------------------- | ----------------------------- |
|        | Arçamala                                        | Sant Joan de les Abadesses                | domini                                  |                                                         | |                                                      |                                                     | Modifica les dades a Wikidata |
|        | Cal Gat                                         | Sant Joan de les Abadesses                | nucli de població                       | Estil: arquitectura popular                             | 42° 13′ 31″ N, 2° 15′ 36″ E / 42.2253°N,2.26002°E                                                       | bé integrant del patrimoni cultural català           |                                                     | Modifica les dades a Wikidata |
|        | Cementiri Municipal                             | Sant Joan de les Abadesses                | cementiri                               |                                                         | 42° 14′ 17″ N, 2° 17′ 24″ E / 42.23808°N,2.29002°E                                                      | bé cultural d'interès local                          |                                                     | Modifica les dades a Wikidata |
|        | Creu de les Tres Creus                          | Sant Joan de les Abadesses                | creu de la Santa Missió                 | Estil: arquitectura popular                             | 42° 13′ 36″ N, 2° 17′ 01″ E / 42.2268°N,2.28357°E                                                       | bé integrant del patrimoni cultural català           |                                                     | Modifica les dades a Wikidata |
|        | Creu dels Afusellats                            | Sant Joan de les Abadesses                | monument creu                           | Estil: arquitectura popular                             | 42° 13′ 14″ N, 2° 17′ 33″ E / 42.2206°N,2.29248°E                                                       | bé integrant del patrimoni cultural català           |                                                     | Modifica les dades a Wikidata |
|        | Davallament de Sant Joan de les Abadesses       | Sant Joan de les Abadesses                | obra escultòrica                        | 1200s                                                   | 42° 13′ 57″ N, 2° 17′ 11″ E / 42.232606°N,2.286263°E monestir de Sant Joan de les Abadesses             |                                                      | Davallament de Sant Joan de les Abadesses           | Modifica les dades a Wikidata |
|        | Embotits Taga SL                                | Sant Joan de les Abadesses                | granja                                  |                                                         | 42° 13′ 50″ N, 2° 16′ 25″ E / 42.230498401366°N,2.27374888108313°E                                      |                                                      |                                                     | Modifica les dades a Wikidata |
|        | Estació de Ferrocarril                          | Sant Joan de les Abadesses                | estació de ferrocarril                  | Estil: arquitectura popular 19th century                | 42° 14′ 16″ N, 2° 17′ 05″ E / 42.23788°N,2.28476°E ca:Parc de l'Estació 801 msnm                        | bé cultural d'interès local                          | Estació de Ferrocarril (Sant Joan de les Abadesses) | Modifica les dades a Wikidata |
|        | Finestra gòtica d'una casa al carrer dels Tints | Sant Joan de les Abadesses                | finestra                                | Estil: arquitectura gòtica                              | 42° 14′ 00″ N, 2° 17′ 07″ E / 42.23326°N,2.28526°E                                                      | bé cultural d'interès local                          |                                                     | Modifica les dades a Wikidata |
|        | Jardins de la Torre de la Puda                  | Sant Joan de les Abadesses                | jardí                                   | Estil: noucentisme                                      | 42° 14′ 04″ N, 2° 16′ 48″ E / 42.23448°N,2.28008°E                                                      | bé integrant del patrimoni cultural català           |                                                     | Modifica les dades a Wikidata |
|        | Muralla de Sant Joan de les Abadesses           | Sant Joan de les Abadesses                | muralla urbana                          | Estil: arquitectura popular 13rd century                | 42° 13′ 58″ N, 2° 17′ 01″ E / 42.232855°N,2.283673°E ca:C. de la Torre Saltant i Comte Guifré, 2        | bé cultural d'interès local                          | Muralla (Sant Joan de les Abadesses)                | Modifica les dades a Wikidata |
|        | Pedrera de Can Màxim                            | Sant Joan de les Abadesses                | pedrera                                 |                                                         | 42° 15′ 03″ N, 2° 16′ 54″ E / 42.2509288419044°N,2.28158804556358°E                                     |                                                      |                                                     | Modifica les dades a Wikidata |
|        | Resclosa de Ca l'Espona                         | Sant Joan de les Abadesses                | peixera                                 | Estil: arquitectura popular                             | 42° 14′ 25″ N, 2° 18′ 11″ E / 42.240291666667°N,2.3030027777778°E 775 msnm                              | bé integrant del patrimoni cultural català           |                                                     | Modifica les dades a Wikidata |
|        | Ribera de Sant Joan                             | Sant Joan de les Abadesses                | ens local històric de Catalunya         |                                                         | 42° 14′ 02″ N, 2° 17′ 09″ E / 42.2339°N,2.28585°E                                                       |                                                      |                                                     | Modifica les dades a Wikidata |
|        | Santa Llúcia de Puigmal                         | Sant Joan de les Abadesses                | vilatge ens local històric de Catalunya |                                                         | 42° 12′ 59″ N, 2° 21′ 26″ E / 42.21644444444444°N,2.357166666666666°E                                   |                                                      |                                                     | Modifica les dades a Wikidata |
|        | Ter                                             | Ripollès Osona Selva Gironès Baix Empordà | curs d'aigua riu principal              | Desemboca: mar Mediterrània Llarg: 208km Conca: 3010km² | 42° 25′ 40″ N, 2° 15′ 24″ E / 42.427778°N,2.256667°E 42° 01′ 24″ N, 3° 11′ 31″ E / 42.02347°N,3.19187°E |                                                      | Ter River                                           | Modifica les dades a Wikidata |
|        | Torre Rodona                                    | Sant Joan de les Abadesses                | torre de defensa jaciment arqueològic   | Estil: arquitectura popular                             | 42° 13′ 57″ N, 2° 17′ 13″ E / 42.2324°N,2.28689°E ca:Pl. de l'Abadia                                    | bé cultural d'interès nacional bé d'interès cultural | Torre Rodona (Sant Joan de les Abadesses)           | Modifica les dades a Wikidata |
|        | Túnel de Collabós                               | Sant Joan de les Abadesses                | túnel                                   |                                                         | 42° 14′ 07″ N, 2° 21′ 06″ E / 42.2353247431342°N,2.35174244906748°E                                     |                                                      |                                                     | Modifica les dades a Wikidata |
|        | barraca d'artigaire                             | Sant Joan de les Abadesses                | cabana de volta                         | Estil: arquitectura popular                             | 42° 13′ 47″ N, 2° 17′ 42″ E / 42.2297°N,2.29507°E                                                       | bé integrant del patrimoni cultural català           |                                                     | Modifica les dades a Wikidata |
|        | casa consistorial de Sant Joan de les Abadesses | Sant Joan de les Abadesses                | casa consistorial                       |                                                         | 42° 13′ 57″ N, 2° 17′ 06″ E / 42.2325883°N,2.2851089°E                                                  |                                                      |                                                     | Modifica les dades a Wikidata |